# Bahnhof Pasar Senen

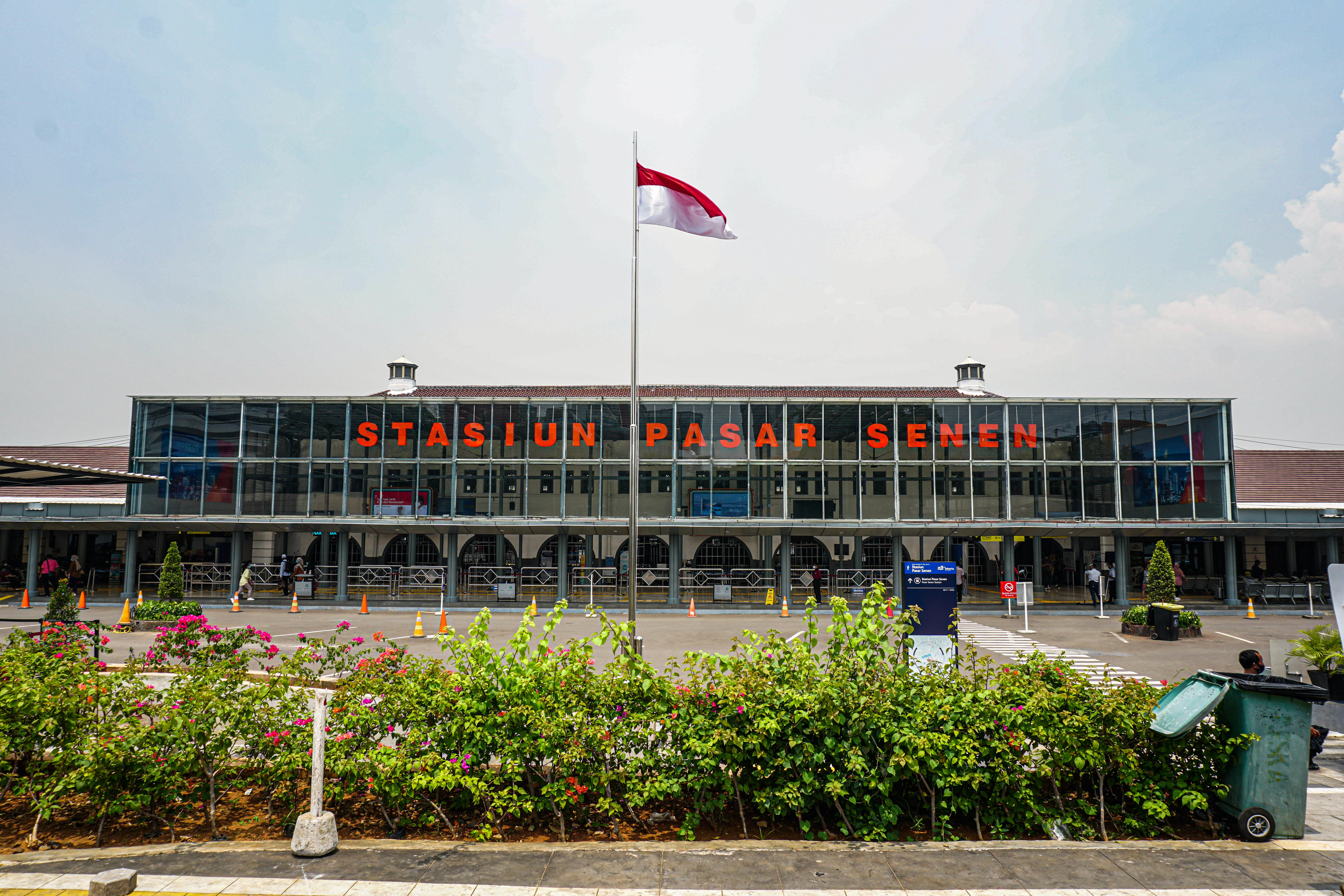
Empfangsgebäude (2020)

Der Bahnhof Pasar Senen ist ein Bahnhof im Distrikt Senen der indonesischen Hauptstadt Jakarta. Er liegt in der Nähe des namensgebenden Marktes Pasar Senen. Der Bahnhof ist – nach dem Bahnhof Gambir – der zweitgrößte Bahnhof in der Stadt.

## Empfangsgebäude
Das 1918 erbaute und am 19. März 1925 eingeweihte Empfangsgebäude hat den Status eines Kulturerbes durch die Zentraleinheit für Erhaltung und architektonische Gestaltung von Kereta Api Indonesia, das Ministerium für Kultur und Tourismus und die Regierung von DKI Jakarta. Die Bestimmung des Status als Kulturerbe basiert auf dem Dekret des Ministers für Kultur und Tourismus Nr.: PM.13/PW.007/MKP/05 und dem Dekret des Gouverneurs von DKI Jakarta Nr. 475 von 1993.

## Markt
Der Markt heißt Pasar Senen, weil dieser Markt ursprünglich nur montags geöffnet war; er wurde 1733 von der Kolonialregierung gegründet, um die Wirtschaft der Weltevreden-Bevölkerung anzukurbeln, die später zu Gambir wurde.
Während der Amtszeit des Generalgouverneurs Petrus Albertus van der Parra wurde Pasar Senen immer belebter, sodass er schließlich täglich geöffnet war. Viele chinesische Händler eröffneten ihre Geschäfte auf diesem Markt. Seit der Unabhängigkeit bis 1975 wurde Pasar Senen kontinuierlich als Handelszentrum entwickelt und bildete damals das Rückgrat der Wirtschaft Jakartas.